# Csölle (vízi jármű)
A csölle széles, tompa orrú és farú, kisebb hajóféle. Kisméretű malmokat építettek rá. Hasonlított a vízhatlanra épített, oldalakkal és végekkel ellátott csámeszra.
A Kisalföldön a nádkévéből összekötött, csónakként használt tutajt nevezték így.